# Acronicta krautwormi
Acronicta krautwormi är en fjärilsart som beskrevs av Ralph L. Chermock 1927. Acronicta krautwormi ingår i släktet Acronicta och familjen nattflyn. Inga underarter finns listade i Catalogue of Life.